# Lindsvärmare

Lindsvärmare (Mimas tiliae) är en fjäril som karaktäriseras av sin kamouflageliknande teckning på vingarna. 

## Utseende
Vingspannet varierar mellan 55 och 80 millimeter på olika individer.  Det finns olika former av lindsvärmare som har olika grundfärg på ovansidan; rosa, brun, gulgrön eller grå. Alla formerna har mörkare fläckar på ovansidan av vingarna, men även färgen på fläckarna varierar beroende på form. Den rosa och gulgröna har mörkgröna till mörkbruna fläckar och den bruna formen har mörkare bruna fläckar. Larven är ljust blågrön med diagonala ljusgula ränder på sidan. Den blir upp till 65 millimeter lång.

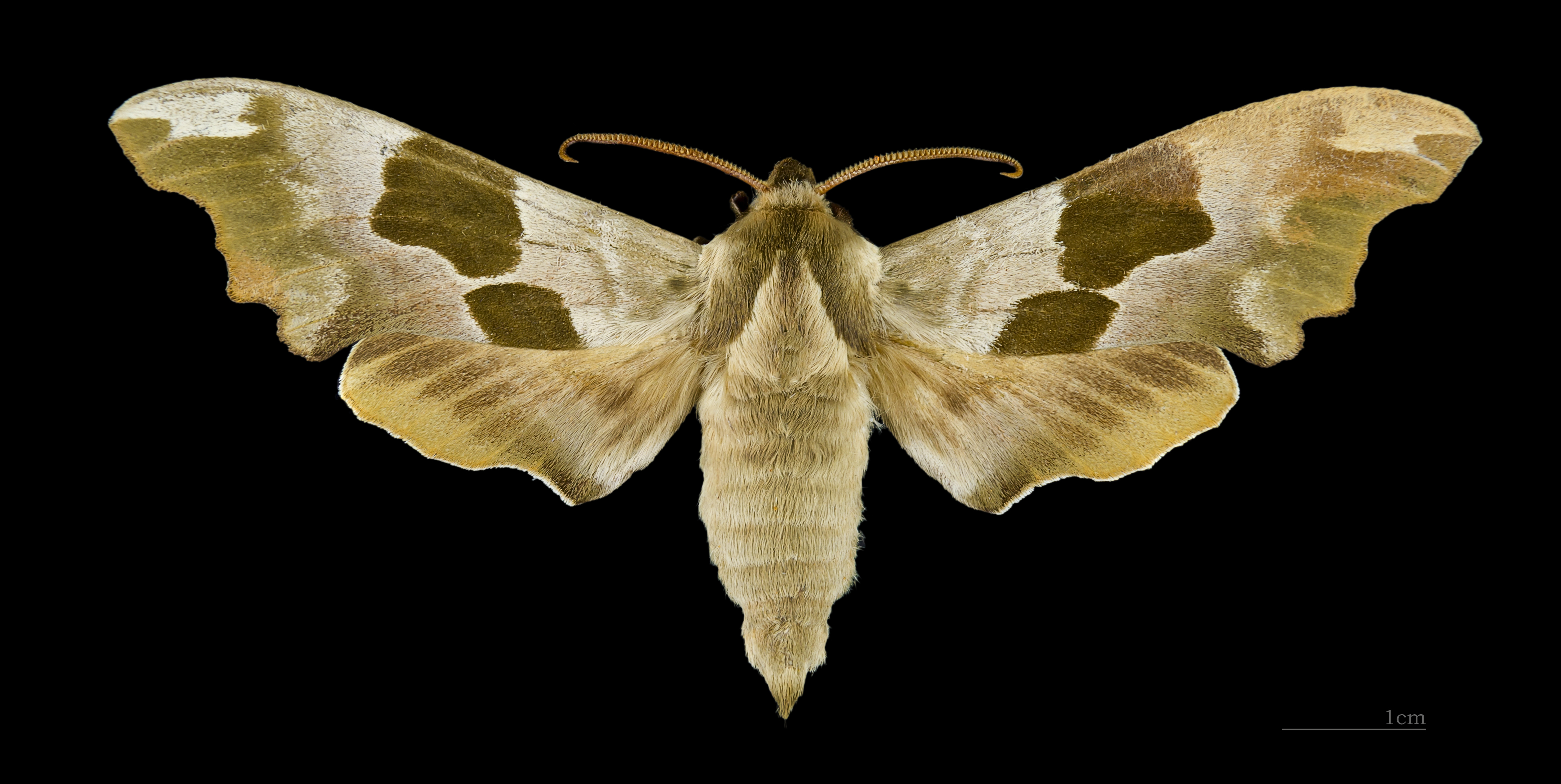
Mimas tiliae ♂
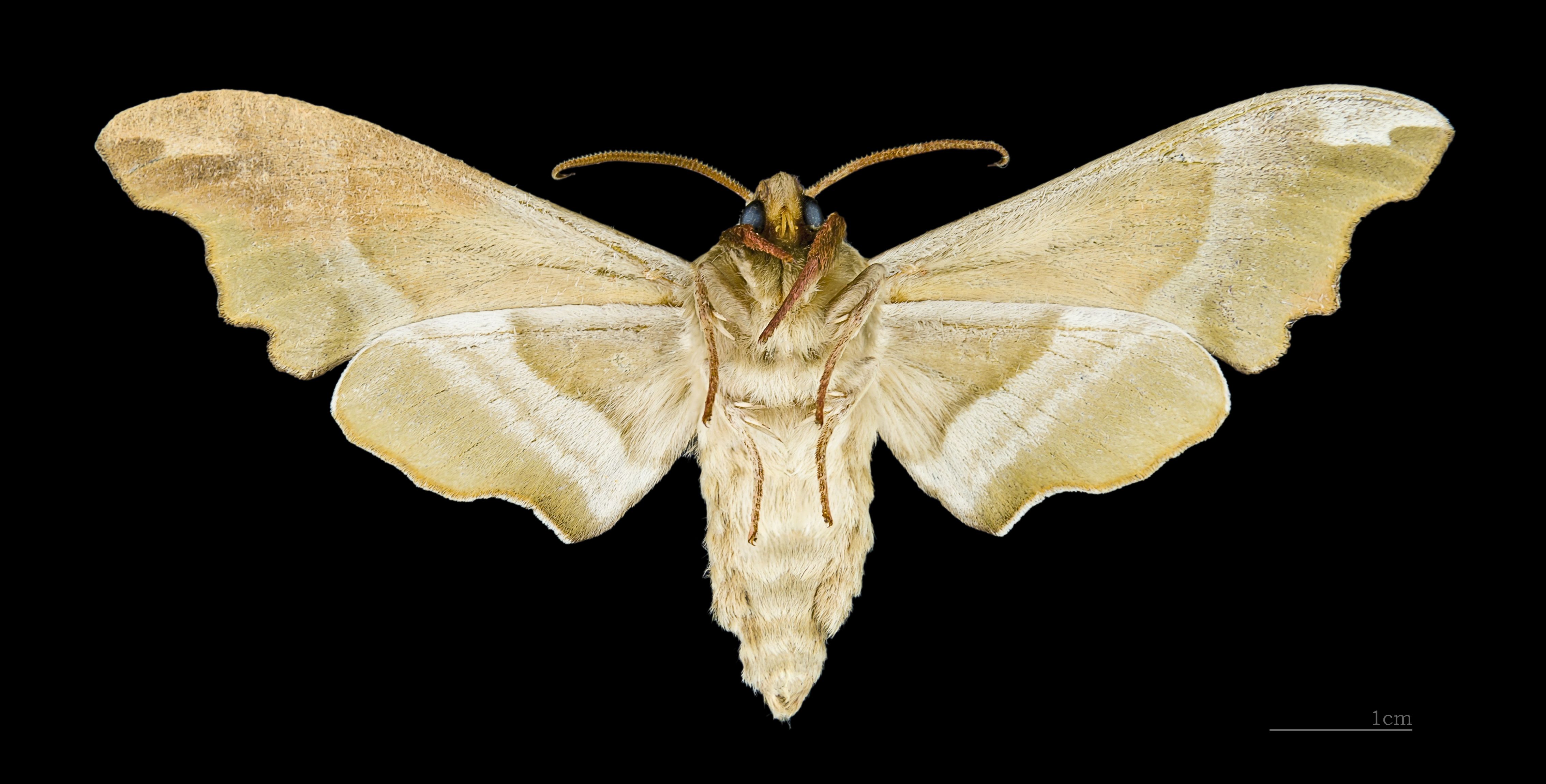
Mimas tiliae ♂ △
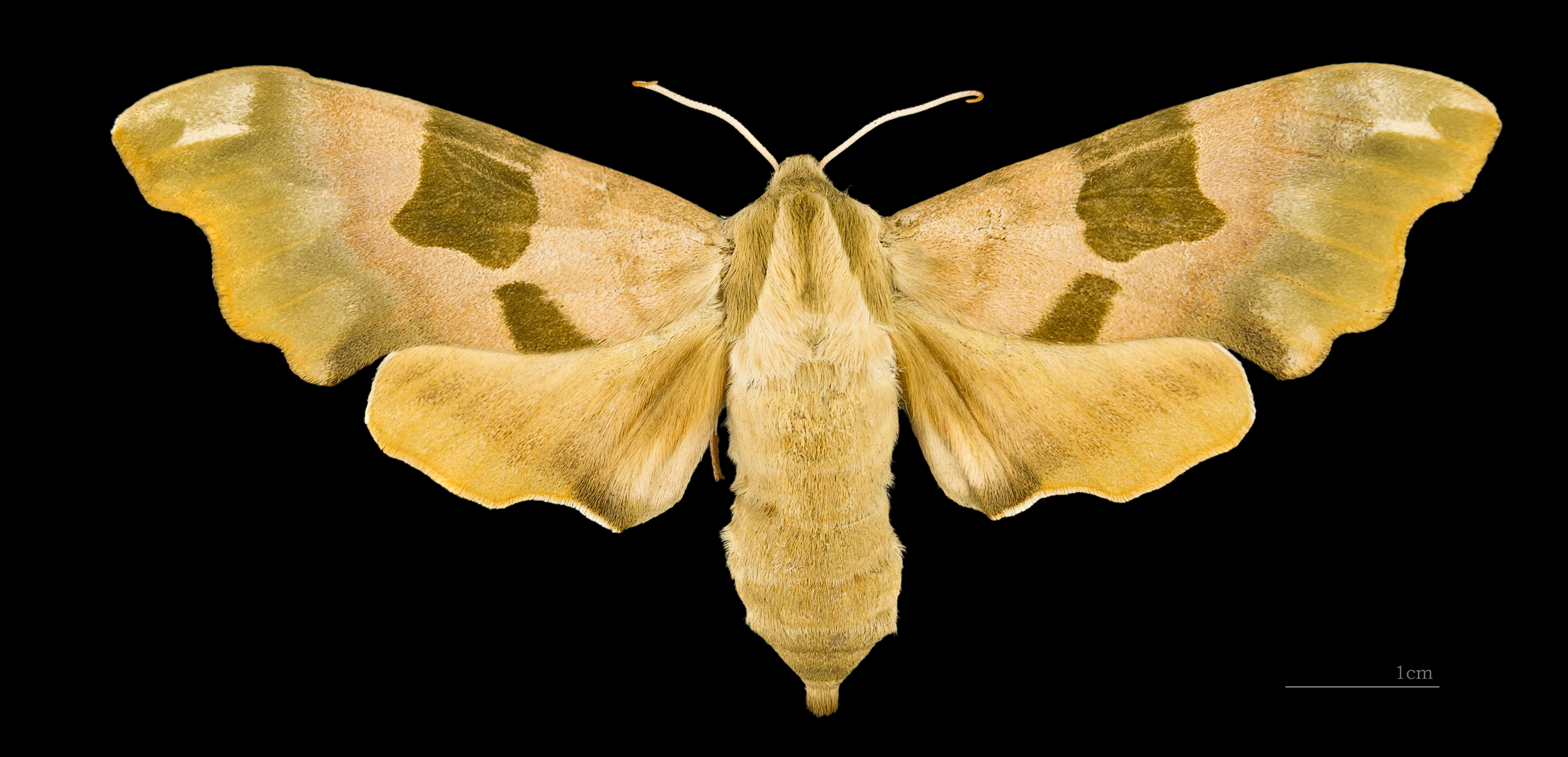
Mimas tiliae ♀
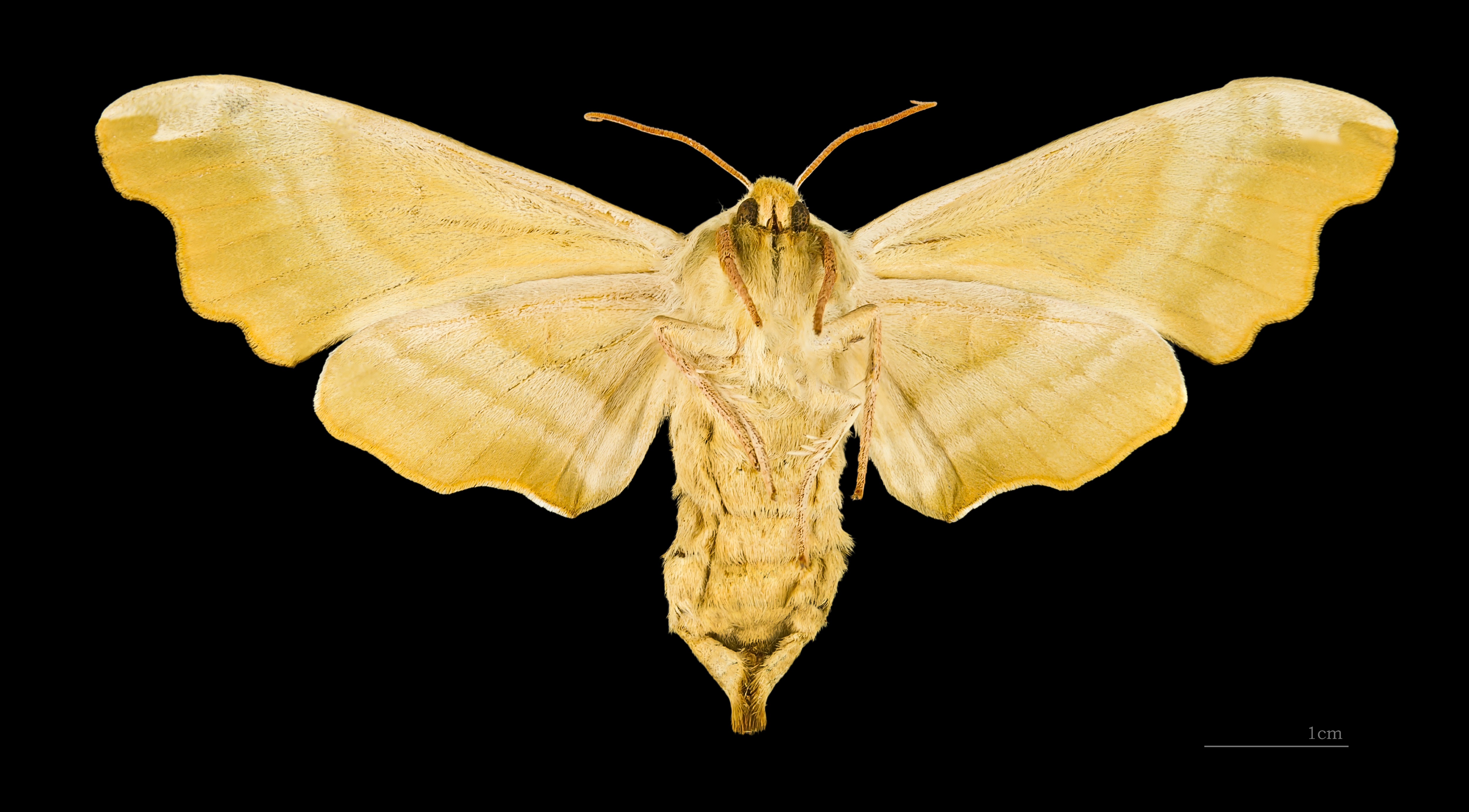
Mimas tiliae ♀ △

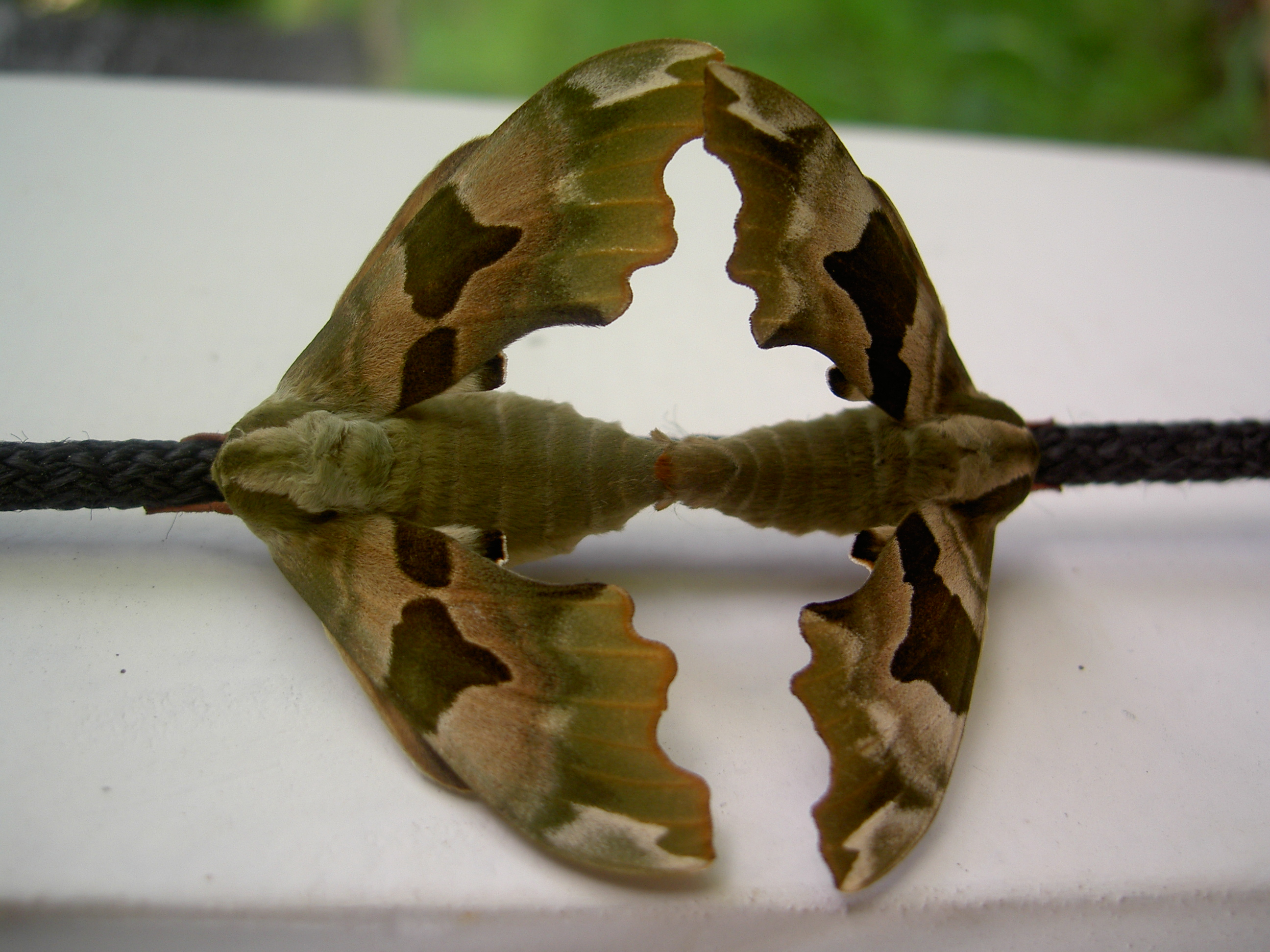
Lindsvärmare som parar sig.
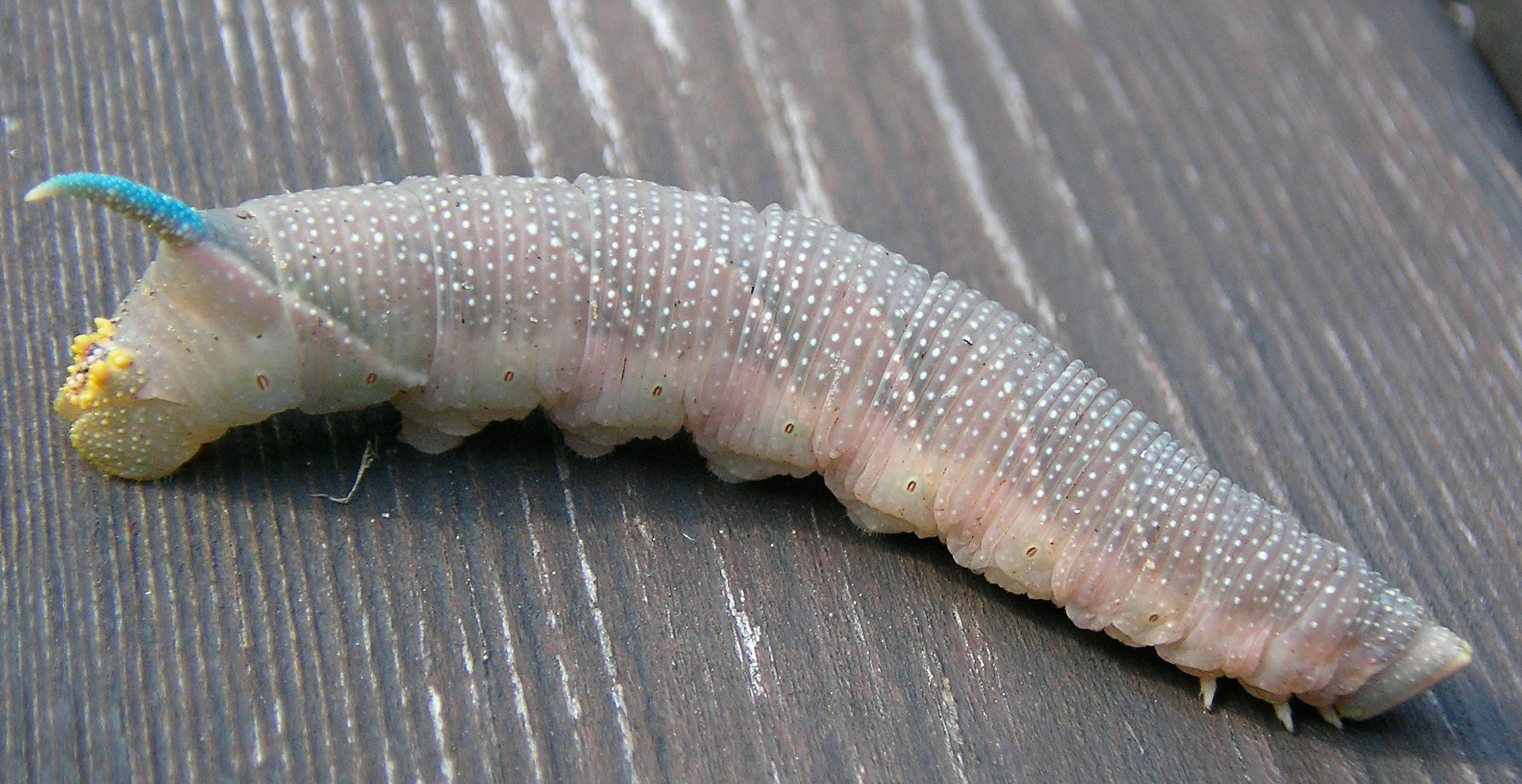
Denna larv är nära förpuppningsstadiet, vilket framgår av den grå färgen.

## Levnadssätt
Parningen sker under dagen och hanen lämnar honan i skymningen. När det blivit mörkt lägger honan de ljusgröna äggen på undersidan av bladen från olika lövträd i bland annat lindsläktet,  almsläktet och björksläktet, vilka är lindsvärmarens värdväxter, alltså de växter larven äter av och lever på.
Flygtiden, den period när fjärilen är fullvuxen, imago, infaller i den norra delen av utbredningsområdet från maj till och med juni och i den södra delen ofta i en generation till i augusti till september. Den vuxna fjärilen äter ingenting och besöker därför inga blommor.

## Utbredning
Denna fjärils utbredningsområde är större delen av Europa, Mindre Asien, Ryssland och västra Sibirien. Dess habitat är i områden där värdväxterna finns, så som lövskog, parker och trädgårdar.